# Podostemaceae
Die Podostemaceae sind eine Pflanzenfamilie in der Ordnung der Malpighienartigen (Malpighiales) innerhalb der Bedecktsamigen Pflanzen (Magnoliopsida). Die kormusartige Form mit oft stark zurückgebildeten Pflanzenteilen ist eine Anpassung an ihren Standort auf Steinen in Fließgewässern. Viele Arten erinnern im Habitus an Lebermoose und sind für den Laien nur in der Blüte eindeutig als Bedecktsamige Pflanzen zu erkennen.

## Beschreibung

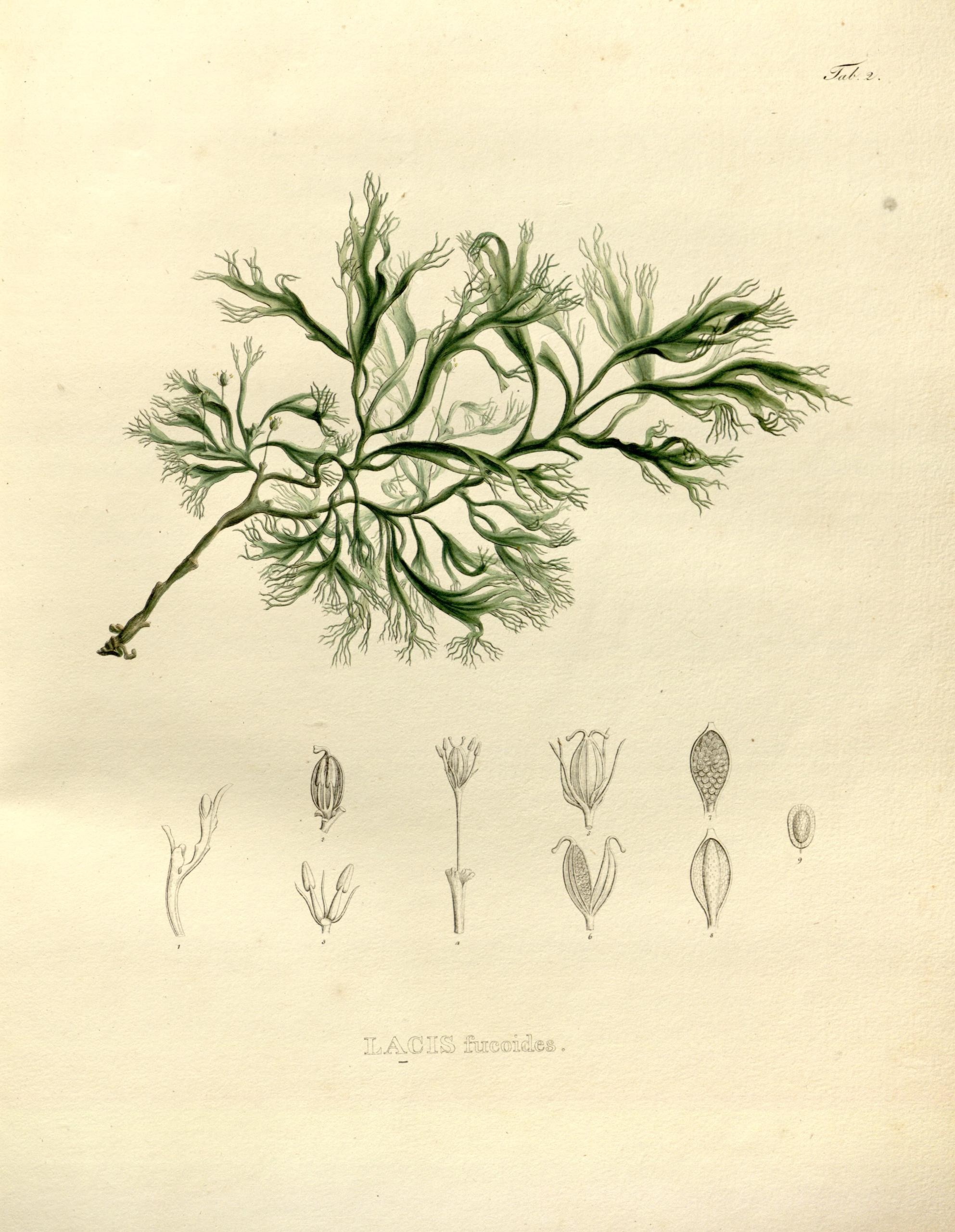
Illustration von Apinagia fucoides

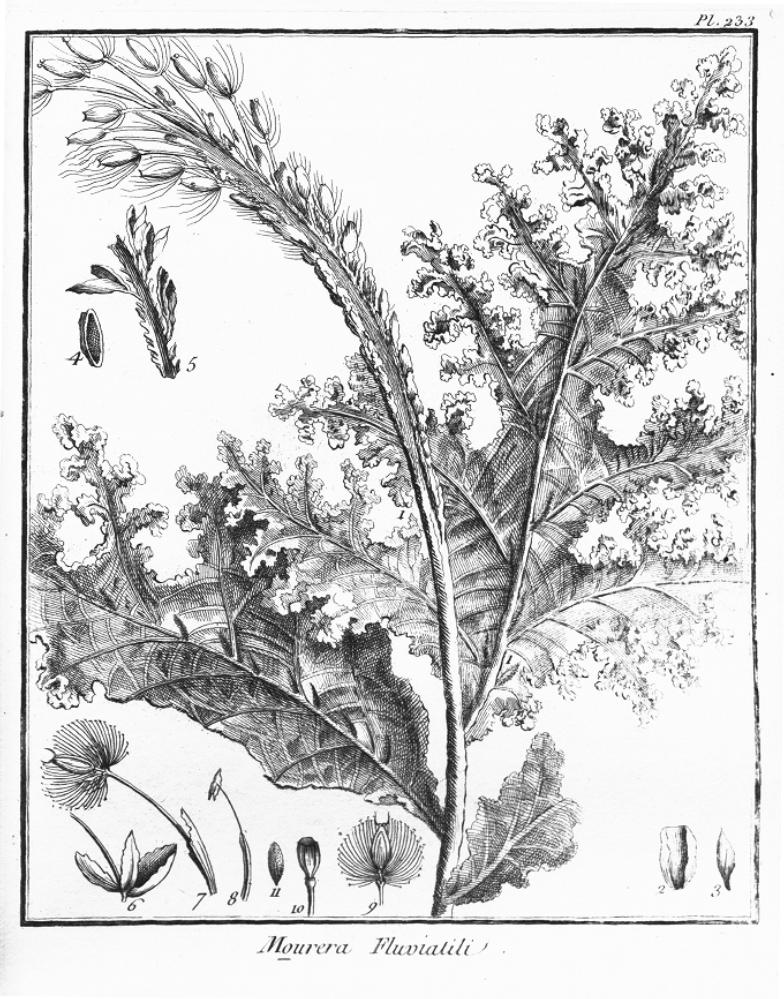
Illustration von Mourera fluviatilis

Es sind einjährige oder ausdauernde krautige Pflanzen. Es ist die artenreichste Familie der Bedecktsamigen Pflanzen (Magnoliopsida) mit nur untergetaucht lebenden, also submersen Wasserpflanzen, die meist in schnell fließenden Fließgewässerabschnitten und sogar in Wasserfällen gedeihen. Die meist abgeflachten, thalloiden oder fadenförmigen Wurzeln verankern die Pflanzen an Steinen oder Holz. Die zweizeilig an den Stängeln angeordneten Laubblätter sind zerstreut oder schuppenförmig, mit einer flächigen Blattbasis und glatten oder geteilten Blattrand.
Die einzeln stehenden Blüten können von einem spathaähnlichen Hochblatt eingehüllt sein. Die zwittrigen Blüten sind radiärsymmetrisch oder zygomorph. Die zwei bis fünf Blütenhüllblätter sind frei bis mehr oder weniger verwachsen. Es sind ein bis vier Staubblätter vorhanden mit freien oder teilweise verwachsenen Staubfäden. Zwei bis drei Fruchtblätter sind zu einem oberständigen Fruchtknoten verwachsen, der viele Samenanlagen in zentraler Plazentation enthält. Es sind zwei oder drei freie Griffel vorhanden.
Es werden septizidale Kapselfrüchte mit vielen Samen gebildet. Die winzigen Samen besitzen kein Endosperm.

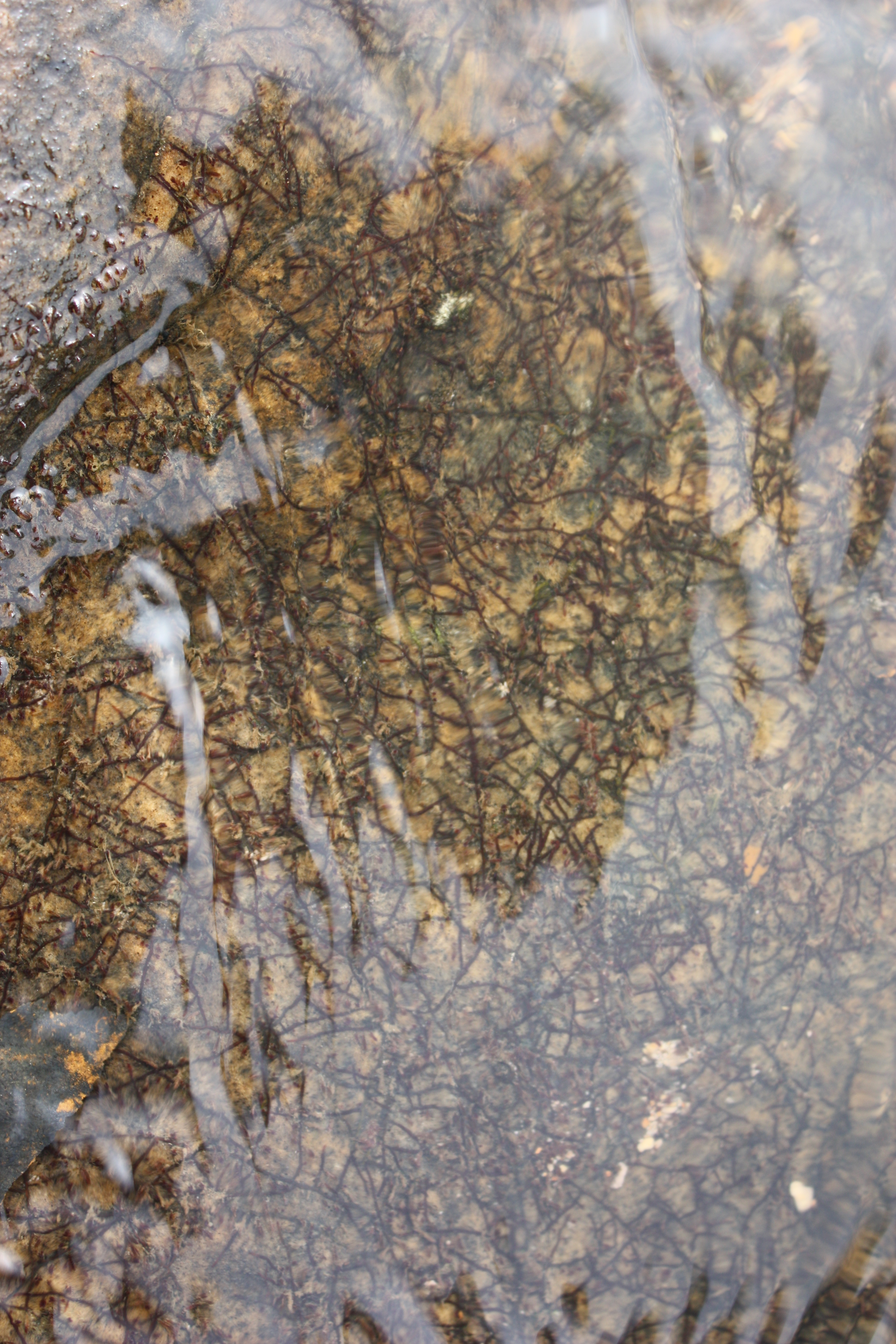
Unterfamilie Tristichoideae: Tristicha trifaria

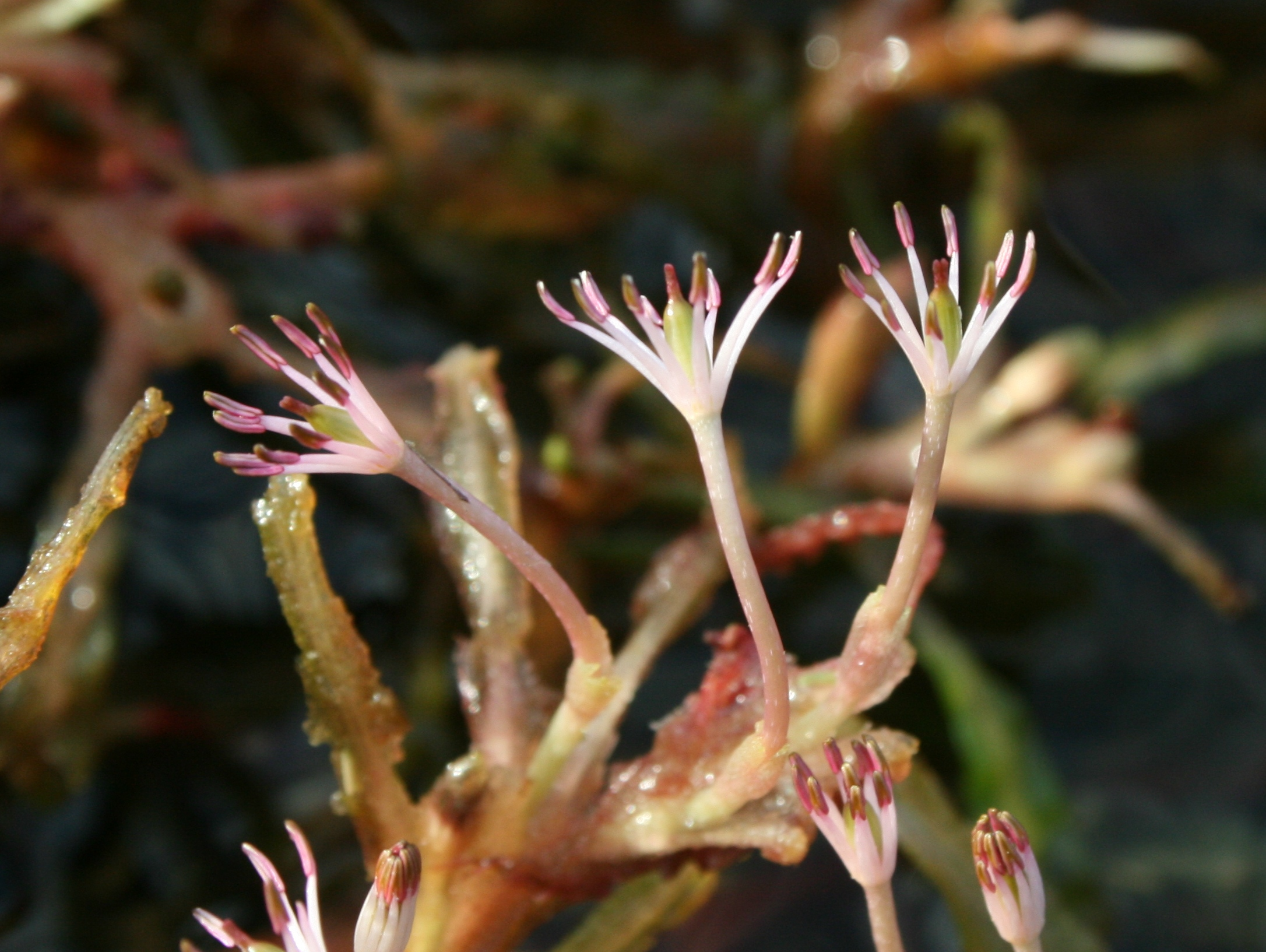
Unterfamilie Podostemoideae: Blüten von Apinagia longifolia

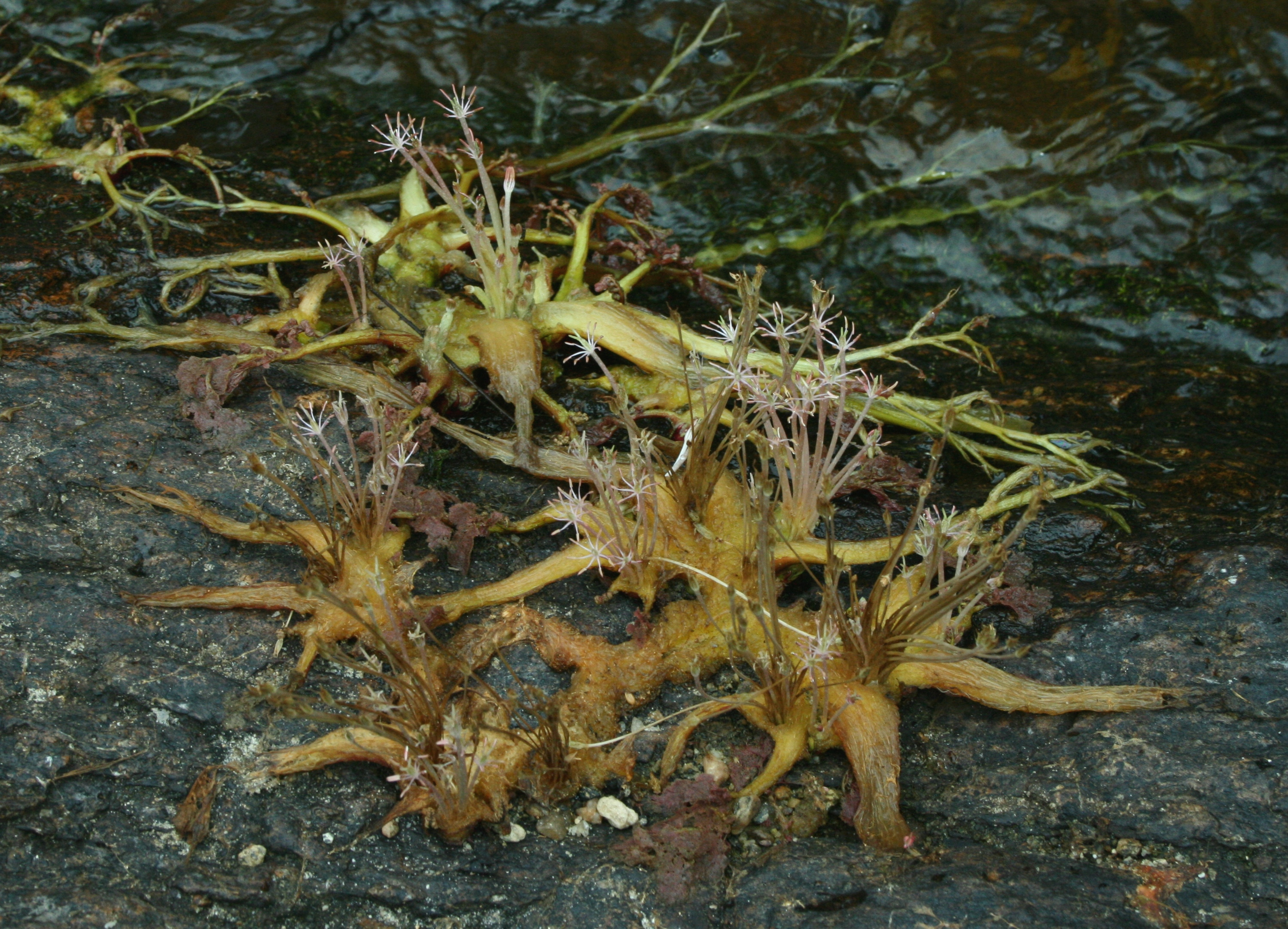
Unterfamilie Podostemoideae: Habitus und Blüten von Apinagia longifolia

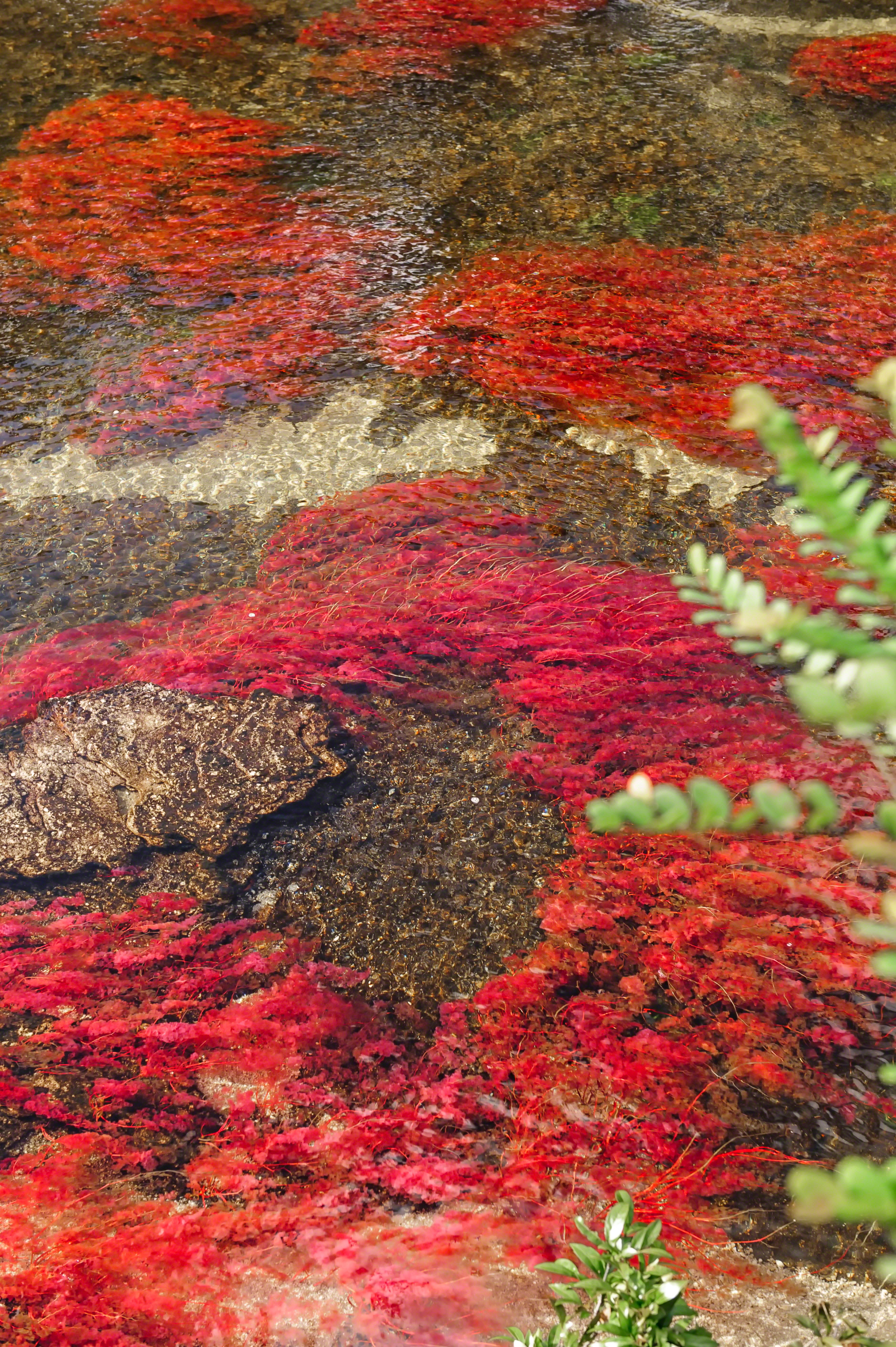
Unterfamilie Podostemoideae: Macarenia (Rhyncholacis clavigera)

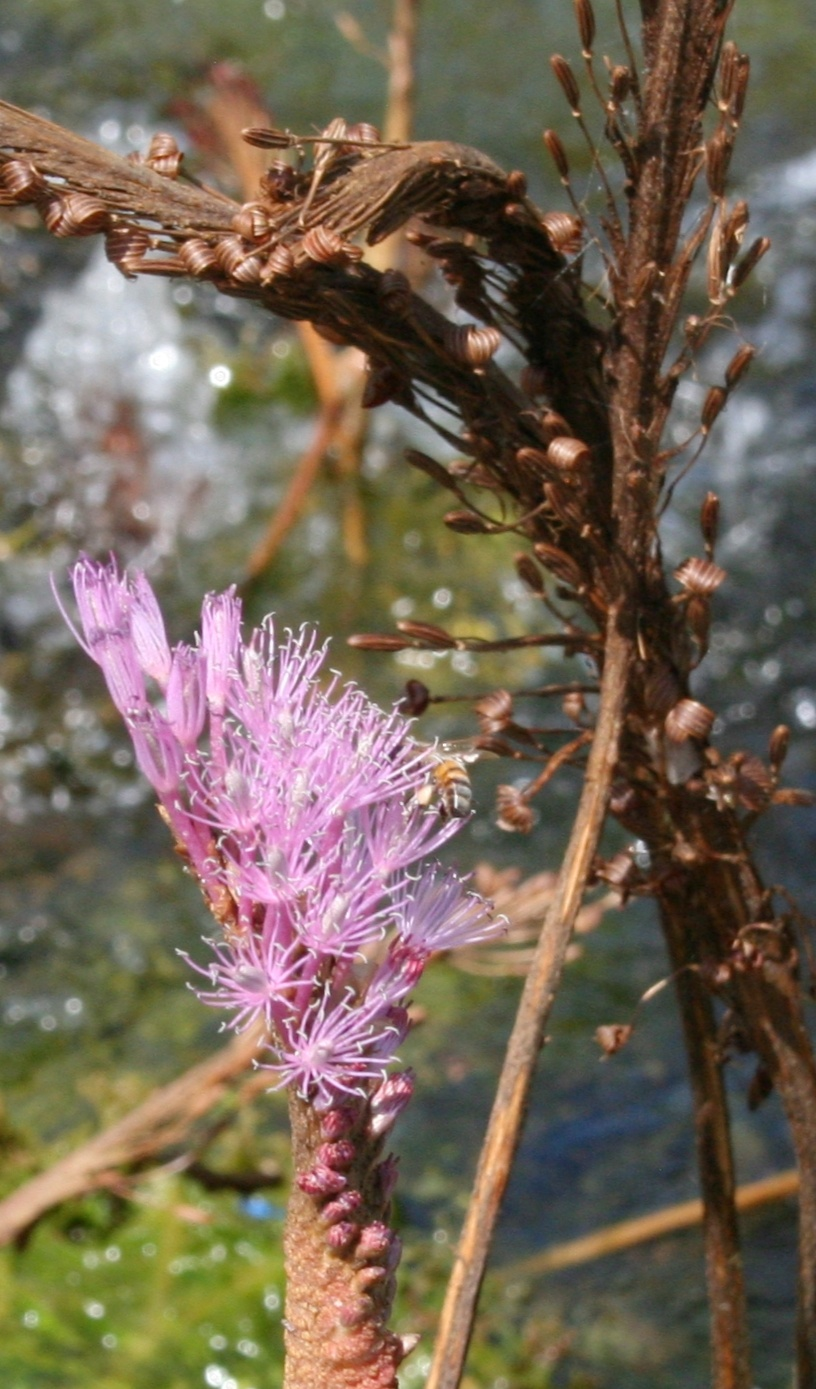
Unterfamilie Podostemoideae: Blüten und Früchte von Mourera fluviatilis

## Systematik und Verbreitung
Die Familie Podostemaceae  wurde im System von Cronquist 1981 in eine eigene Ordnung Podostemales gestellt. Im heutigen APG II-System (2003) der Angiosperm Phylogeny Group ist sie jedoch mit in die Ordnung Malpighiales eingegliedert.
Die Familie besitzt insgesamt eine pantropische Verbreitung, aber viele der Arten und sogar Gattungen sind jeweils nur in engumgrenzten Gebieten heimisch. In der Neotropis kommen etwa 21 Gattungen mit etwa 135 Arten vor.
Die Familie Podostemaceae wurde 1816 von Louis Claude Marie Richard in Karl Sigismund Kunth: Nova Genera et Species Plantarum, 4. Auflage, 1, S. 246 unter dem Namen „Podostemeae“ erstveröffentlicht und eine weitere Veröffentlichung von ihm erfolgte in Aphor. Bot., 125, 19, 1822. Typusgattung ist Podostemum Michx. Synonyme sind für Podostemaceae Rich. ex Kunth sind: Marathraceae Dumort., Philocrenaceae Bong., Tristichaceae Willis.
Die Familie Podostemaceae wird in drei Unterfamilien unterteilt mit insgesamt 48 bis 52 Gattungen und etwa 270 Arten, viele (41 %) Gattungen sind monotypisch (Verbreitung der Gattungen und Artenzahlen Stand 2011):
- Unterfamilie Weddellinoideae Engl.: Sie enthält nur eine Gattung:
  - Weddellina Tul.: Sie enthält nur eine Art:
    - Weddellina squamulosa Tul.: Sie ist vom nördlichen bis zentralen Südamerika verbreitet.[1]
- Unterfamilie Tristichoideae Engl. (Syn.: Philocrenaceae Bong., Tristichaceae Willis): Sie enthält drei bis sechs Gattungen mit vier bis mehr als zehn Arten:
  - Dalzellia R.Wight non C.Cusset & G.Cusset (Syn.: Lawia Griffith ex Tulasne nom. illeg., Tulasnea R.Wight nom. illeg., Terniola Tulasne, Mnianthus Walpers): Die vier bis Arten sind im südlichen Asien und in Südostasien verbreitet.
  - Heterotristicha Tobler: Sie enthält nur eine Art:
    - Heterotristicha schroederi Tobler: Sie wurde aus Uruguay beschrieben.[3]

  - Indodalzellia Koi & M.Kato: Diese 2009 neu aufgestellte Gattung enthält nur eine Art:
    - Indodalzellia gracilis (C.J.Mathew, Jäger-Zürn & Nileena) Koi & M.Kato[4]: Sie gedeiht nur in den südlichen Bereichen der Westghats im indischen Bundesstaat Kerala in den Distrikten Idukki, Malappuram, Kottayam, Thrissur, Palakkad, Pathanamthitta sowie Kasaragode.

  - Indotristicha P.Royen: Die nur zwei Arten kommen nur im südlichen Indien vor:
    - Indotristicha ramosissima (P.Wight) P.Royen
    - Indotristicha tirunelveliana Sharma, Karthikeyan & Shetty

  - Malaccotristicha C.Cusset & G.Cusset: Sie enthält nur eine Art:
    - Malaccotristicha australis (C.Cusset & G.Cusset) M.Kato, Y.Kita & Koi: Sie wurde aus Australien beschrieben.[3]

  - Terniopsis H.C.Chao: Sie enthält nur eine Art:
    - Terniopsis malayana (J.Dransf. & Whitmore) M.Kato (Syn.:Indotristicha malayana J.Dransf. & Whitmore): Sie wurde aus Malesien beschrieben.[3]

  - Tristicha Thouars: Sie enthält nur eine Art:[1]
    - Tristicha alternifolia (Willd.) Tul.: Sie in der Neotropis von Mexiko bis ins zentrale Südamerika weitverbreitet.[1]
- Unterfamilie Podostemoideae Engl. (Syn.: Marathraceae Dumort.): Sie enthält etwa 45 Gattungen und etwa 260 Arten mit pantropischer Verbreitung:
  - Angolaea Wedd.: Sie enthält nur eine Art:
    - Angolaea fluitans Wedd.: Sie kommt in Angola vor.[5]

  - Apinagia Tul. (Blandowia Willd., Ligea Poit. ex Tul., Neolacis Wedd., Oenone Tul.): Die etwa 51 Arten sind vom nördlichen Südamerika bis ins nördliche Argentinien verbreitet.[1]
  - Autana C.Philbrick: Diese Gattung wurde 2011 aufgestellt und enthält nur eine Art:
    - Autana andersonii C.Philbrick: Sie kommt im Einzugsgebiet des Orinoco in Venezuela vor.[6]

  - Butumia G.Taylor: Sie enthält nur eine Art:
    - Butumia marginalis G.Taylor: Sie kommt im tropischen Westafrika vor.[5]

  - Castelnavia Tul. & Wedd.: Die etwa fünf Arten sind im zentralen Brasilien verbreitet.[1]
  - Ceratolacis (Tul.) Wedd.: Die nur zwei Arten sind im südöstlichen Brasilien verbreitet.[1]
  - Cipoia Philbrick et al.: Die nur zwei Arten sind im südöstlichen Brasilien verbreitet.[1]
  - Cladopus H.Möller: Die etwa vier Arten sind in Asien verbreitet.
  - Diamantina Novelo, C.T.Philbrick & Irgang: Sie enthält nur eine Art:
    - Diamantina lombardii Novelo, C.T.Philbrick & Irgang: Sie ist im südöstlichen Brasilien verbreitet.[1]

  - Dicraeanthus Engl.: Sie enthält etwa vier Arten, die in Westafrika vorkommen.[5]
  - Diplobryum C.Cusset: Sie enthält etwa drei Arten kommen in Laos und Vietnam vor.[5]
  - Djinga C.Cusset: Sie enthält nur eine Art:
    - Djinga felicis C.Cusset: Dieser Endemit gedeiht nur am Mount Djinga und in der Nähe des Mount Oku im nordwestlichen Kamerun.[7]

  - Endocaulos C.Cusset: Sie enthält nur eine Art:
    - Endocaulos mangorense (Perr.) C.Cusset: Sie kommt in Madagaksr vor.[5]

  - Farmeria Willis ex Trimen: Sie enthält nur eine Art:
    - Farmeria metzgerioides (Trimen) Willis ex Hook. f.: Sie kommt in Sri Lanka vor.[5]

  - Hanseniella C.Cusset: Die nur zwei Arten kommen nur im nördlichen Thailand vor:
    - Hanseniella heterophylla C.Cusset
    - Hanseniella smitinandii M.Kato

  - Hydrobryum Endl. (Syn.: Euhydrobryum Koidzumi, Hydroanzia Koidzumi, Synstylis C.Cusset, Polypleurella Engl. pro parte): Die etwa vier Arten sind in Asien verbreitet.
  - Jenmaniella Engl.: Die etwa sieben Arten nördlichen Südamerika verbreitet.[1]
  - Ledermanniella Engl.: Die etwa 45 Arten kommen im tropischen Afrika vor.[5]
  - Leiothylax Warm.: Die etwa drei Arten kommen im tropischen Afrika vor.[5]
  - Letestuella G.Taylor: Sie enthält nur eine Art:
    - Letestuella tisserantii G.Taylor; Sie kommt im südwestlichen Afrika vor.[5]

  - Lonchostephus Tul.: Sie enthält nur eine Art:[1]
    - Lonchostephus elegans Tul.: Sie ist vom nördlichen bis ins zentrale Brasilien verbreitet.[1]

  - Lophogyne Tul.: Sie enthält nur eine Art:[1]
    - Lophogyne lacunosa (Gardner) C.P.Bove & C.T.Philbrick: Sie ist im südöstlichen Brasilien verbreitet.[1]

  - Macropodiella Engl.: Die etwa sechs Arten kommen im tropischen Westafrika vor.[5]
  - Maferria C.Cusset: Sie enthält nur eine Art:
    - Maferria indica (Willis) C.Cusset: Sie kommt im südwestlichen Indien vor.[5]

  - Marathrum Humb. & Bonpl.: Die etwa neun Arten sind in der Neotropis von Mexiko bis Argentinien weitverbreitet.[1]
  - Monostylis Tul.: Sie enthält nur eine Art:[1]
    - Monostylis capillacea Tul.: Sie ist im zentralen Brasilien verbreitet.[1]

  - Mourera Aubl.: Die etwa sechs Arten sind vom nördlichen Südamerika bis ins nördliche Argentinien verbreitet.[1]
  - Oserya Tul. & Wedd.: Die etwa sieben Arten sind in der Neotropis von Mexiko bis ins nördliche Brasilien weitverbreitet.[1]
  - Paleodicraeia C.Cusset: Sie enthält nur eine Art:
    - Paleodicraeia imbricata (Tul.) C.Cusset: Sie kommt in Madagaskar vor.[5]

  - Podostemum Michx.: Die etwa elf Arten sind von Nordamerika bis ins südöstliche Südamerika weitverbreitet.[1]
  - Polypleurum (Tul.) Warm.: Die etwa vier Arten kommen in Indien und Sri Lanka vor.[5]
  - Rhyncholacis Tul.: Die etwa 22 Arten sind im nördlichen Südamerika verbreitet.[1] Inklusive der monotypischen Macarenia P.Royen 1951[1]
    - Rhyncholacis clavigera (P. Royen) B. R. Ruhfel & C. T. Philbrick, 2018, früher Macarenia clavigera P.Royen 1951: Sie kommt in Kolumbien vor.[1][8]

  - Saxicolella Engl. (Syn.: Pohliella Engl., Aulea C.Cusset ex Lebrun & Stork nom. illeg.): Die etwa fünf Arten sind im tropischen Westafrika von Angola bis Nigeria verbreitet.
  - Sphaerothylax Bisch. ex C.Krauss (Anastrophea Weddell): Die zwei oder vielleicht mehr Arten sind in Madagaskar und im nördlichen tropischen sowie Südlichen Afrika verbreitet.
  - Stonesia G.Taylor: Die etwa vier Arten kommen im tropischen Westafrika in einer relativ kleinen Region in Guinea und Sierra Leone vor.
  - Thawatchaia M.Kato, Koi & Y.Kita: Sie wurde 2004 in aufgestellt und enthält nur eine Art:[9]
    - Thawatchaia trilobata M.Kato, Koi & Y.Kita: Sie kommt nur im nördlichen Thailand vor.

  - Thelethylax C.Cusset: Die nur zwei Arten kommen nur in Madagaskar vor:
    - Thelethylax isalensis (Perrier) C.Cusset
    - Thelethylax minutiflora (Tulasne) C.Cusset

  - Torrenticola Domin (Syn.: Cladopus H.Möller): Sie enthält nur eine Art:
    - Torrenticola queenslandica (Domin) Domin ex Steenis: Sie kommt im südöstlichen Neuguinea (Port Moresby-Region) und in Queensland vor.

  - Tulasneantha P.Royen: Sie enthält nur eine Art:[1]
    - Tulasneantha monadelpha (Bongard) P.Royen: Sie kommt im zentralen Brasilien vor.[1]

  - Vanroyenella A.Novelo & Philbrick: Sie enthält nur eine Art:[1]
    - Vanroyenella plumosa Novelo & Philbrick: Sie kommt nur in den mexikanischen Bundesstaaten Jalisco sowie Oaxaca vor.

  - Wettsteiniola Suess.: Die nur drei Arten sind vom südlichen Brasilien bis ins nördliche Argentinien verbreitet.[1]
  - Willisia Warm. (Syn.: Mniopsis Mart. nom. illeg. pro parte): Die nur zwei Arten kommen nur im südwestlichen Indien vor:
    - Willisia arekaliana Shivamurthy & Sadanand
    - Willisia selaginoides (Beddome) Warming ex Willis

  - Winklerella Engl.: Sie enthält nur eine Art:
    - Winklerella dichotoma Engl.: Dieser Lokalendemit gedeiht nur an den Sanaga-Wasserfällen in Edéa in Kamerun. Das Habitat ist kleiner als 1 km².

  - Zehnderia C.Cusset: Sie enthält nur eine Art:
    - Zehnderia microgyna C.Cusset: Dieser Lokalendemit gedeiht nur an den Sanaga-Wasserfällen in Edéa in Kamerun. Das Habitat ist kleiner als 200 m².

  - Zeylanidium (Tul.) Engl. (Syn.: Hydrobryopsis Engl., Podostemum auct. non A.Michaux): Die fünf oder sechs Arten sind von Sri Lanka über das südliche, westliche sowie nordöstliche Indien bis Myanmar verbreitet.